# ماركوس أرويو
ماركوس أرويو (بالإنجليزية: Marcus Arroyo)‏ هو لاعب كرة قدم أمريكية أمريكي، ولد في 23 يناير 1980 في ساكرامنتو في الولايات المتحدة.